# Câmpuri (okręg Vrancea)
Câmpuri – wieś w Rumunii, w okręgu Vrancea, w gminie Câmpuri. W 2011 roku liczyła 2058
mieszkańców.